# Ancienne Confédération suisse
 (novembre 2023).
Si vous disposez d'ouvrages ou d'articles de référence ou si vous connaissez des sites web de qualité traitant du thème abordé ici, merci de compléter l'article en donnant les références utiles à sa vérifiabilité et en les liant à la section « Notes et références ».
août 1291 – avril 1798
(506 ans et 8 mois)
Entités suivantes :
- République helvétique

L'ancienne Confédération suisse était une confédération de petit États indépendants, initialement au sein du Saint-Empire romain germanique, qui a évolué jusqu'à devenir la Confédération suisse. Fondée entre la fin du XIIIe siècle et le début du XIVe siècle, elle s'éteint en avril 1798 avec l'invasion française et la création de la République helvétique.
La date de fondation de la Confédération suisse a été rétrospectivement fixée à août 1291, lorsque les représentants des vallées d'Uri, de Schwytz et de Nidwald renouvellent un pacte. On parle alors de Confédération des III cantons. Le XIVe siècle voit l'admission de cinq nouveaux cantons (Lucerne, Zurich, Glaris, Zoug et Berne), aboutissant à la Confédération des VIII cantons. Entre 1481 et 1513, cinq nouveaux cantons (Fribourg, Soleure, Bâle, Schaffhouse et Appenzell) adhèrent à la confédération, formant la Confédération des XIII cantons.
En 1499, la signature du traité de Bâle à la suite de la guerre de Souabe marque l'indépendance de fait de la Suisse vis-à-vis du Saint-Empire, qui ne sera toutefois officialisée qu'en 1648, à la signature des traités de Westphalie mettant fin à la guerre de Trente Ans.
La Réforme protestante, introduite en Suisse dans les années 1520, divise la Confédération entre catholiques et protestants, entraînant conflits internes du XVIe au XVIIIe siècle et paralysie de la Diète fédérale.
Durant les guerres de la Révolution française, la Suisse est envahie à deux reprises par l'armée révolutionnaire française, en 1792 et 1798. La seconde invasion aboutit à la chute de la Confédération aux mois de mars et avril 1798 et à son remplacement par la République helvétique, éphémère république sœur de la République française.